# Trouvans
Trouvans é uma comuna francesa na região administrativa de Borgonha-Franco-Condado, no departamento de Doubs. Estende-se por uma área de 2,69 km². Em 2010 a comuna tinha 110 habitantes (densidade: 40,9 hab./km²).